# Johann Jacob Casimir Buch
Johann Jacob Casimir Buch (* 17. September 1778 in Frankfurt am Main; † 13. März 1851 ebenda) war ein deutscher Privatgelehrter aus Frankfurt.
Buch hatte ursprünglich in Jena studiert und auch promoviert. Er war Apotheker, entwickelte sich aber schnell zum Universalgelehrten, der unter anderem Privatunterricht gab. Zu seinen Schülern gehörte auch Friedrich Wöhler, der mit seiner normalen Ausbildung nicht zufrieden war.
Wichtige Forschungsarbeiten leistete Buch vor allem auf dem Bereich der experimentellen Chemie. In Zusammenarbeit mit Wöhler isolierte Buch das Element Iod aus „französischem Soda“. Er konnte außerdem nachweisen, das Cadmium in Zinkerz enthalten war. Selen konnte er aus Vitriolerz isolieren.
Buch war Deputierter des Ständigen Bürgerausschusses beim Appellations- und Kriminalgericht in Frankfurt, gleichzeitig gehörte er auch zum Stadtgericht, Curatel-Amt, Stadtjustiz-Amt und zum Fiscalat. 1824 war er Mitbegründer des Physikalischen Vereins.
Buch hatte 1801 seine Cousine Sophie Friederike Buch geheiratet, die Ehe wurde jedoch 1808 geschieden. Zwei Kinder wurden mit Buch als Vater ins Geburtsregister eingetragen, Johann Samuel Eduard Buch und  Maria Friederike Buch, der leibliche Vater der beiden war allerdings Joseph Eduard d’Alton.